# RKSV Union
De Roomsch Katholieke Sportvereniging Union was een Nederlandse omnisportvereniging die op 24 februari 1914 opgericht werd aan de St. Josephschool aan de Hertogstraat en tot wasdom kwam aan het Canisius College in Nijmegen om haar externe leerlingen, die niet in het internaat zaten, aan sport te laten doen. Op dit groot Union werd aan veel sporten gedaan en uit de vereniging zijn diverse verenigingen ontstaan:
- RKHV Union (hockey), 1 oktober 1932
- VV Union (voetbal), 24 februari 1934
- Union Lawn en Tennisvereniging Union  (tennis)
- RKCC Union (cricket), 7 april 1949 opgeheven in 2004
- RKAV Union (atletiek), fuseerde in 1968 met Numaga (in 1964 van Quick afgesplitst) tot UNC (Union Numaga Combinatie) die in 1979 fuseerde met de atletiekafdeling van Quick tot AV Nijmegen en die sinds 2005 Nijmegen Atletiek heet.